# ليشمانة

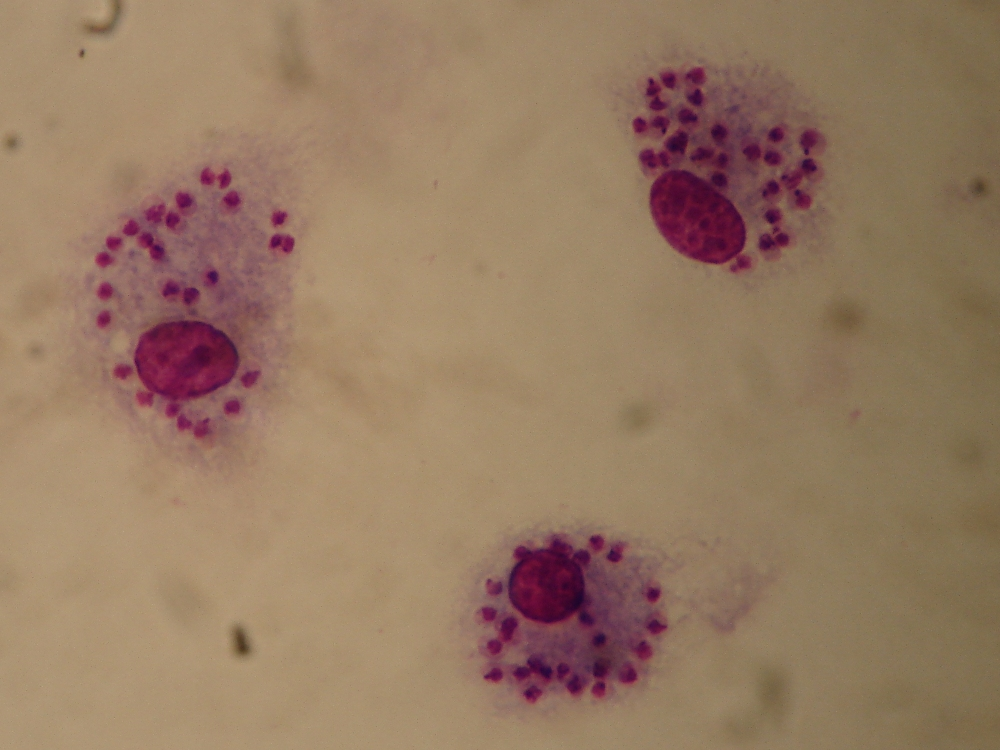
الليشمانة، هي الشكل الجَوَّاني لمرحلة الثدييات من حياة الطفيلي الذي يتكاثر

الليشمانة (بالإنجليزية: Amastigote)‏ هيَ خلية طلائعية لا تمتلك سوط أو هدب خارجية ظاهِرة. يُستخدم هذا مُصطلح ليشمانة بشكلٍ أساسي لوصف مرحلة مُعينة في دورة حياة المثقبيات. تسمى هذه المَرحلة بمرحلة الليشمانة، وذلك لأنَّ هذه الخلية في الليشمانيا تُعتبر الشَكل الطفيلي الذي يؤخذ من قبل المُضيف الفقاري، وتحدث هذه المرحلة أيضاً في جميع أجناس المثقبيات.